# La Virginia, Colombia
La Virginia är en ort i Colombia.   Den ligger i departementet Risaralda, i den centrala delen av landet, 200 km väster om huvudstaden Bogotá. La Virginia ligger 901 meter över havet och antalet invånare är 33 835.
Terrängen runt La Virginia är huvudsakligen kuperad, men den allra närmaste omgivningen är platt. Runt La Virginia är det tätbefolkat, med 735 invånare per kvadratkilometer. Närmaste större samhälle är Cartago, 17,3 km söder om La Virginia. Omgivningarna runt La Virginia är en mosaik av jordbruksmark och naturlig växtlighet.